# La Bikina
«La Bikina» es una canción mexicana compuesta por el compositor mexicano Rubén Fuentes en 1964. Una versión sobre el origen de esta obra, indica que Rubén Fuentes la compuso después de un paseo por la playa, donde su hijo le comentó que las mujeres que llevaban bikinis deberían llamarse «bikinas». Otra versión afirma que la canción está inspirada en la época de los cristeros. Otra historia más, contada por Rubén Fuentes, afirma que primero compuso la versión instrumental y se la dio a Juan García Esquivel, este la llamó «The Beginning», y más tarde, ese título en inglés fue deformado hasta convertirse en «La Bikina».
Esta canción ha sido grabada por varios artistas mexicanos y no mexicanos, incluyendo: Lucha Villa, María de Lourdes, La Gran Orquesta de Paul Mauriat, Alberto Vázquez, Luis Miguel, Celia Cruz, Juan Torres, Chayito Valdez, Gualberto Ibarreto, Yanni, Ray Conniff, Julio Iglesias (en francés, bajo el nombre «L’existence se danse»), Karol Sevilla (para la película Coco), entre otros. Asimismo, fue la pieza musical principal de la serie animada Cantinflas Show en los años 1970 y 1980.